# 로버트 메칼프

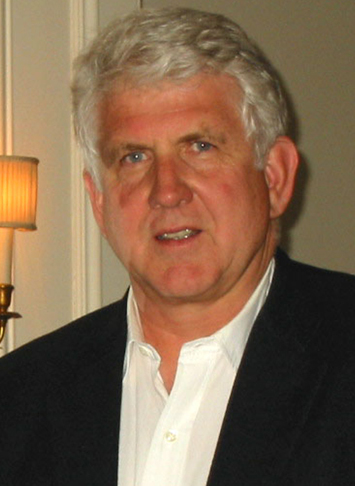

로버트 멜락톤 메칼프(Robert Melancton Metcalfe, 1946년 4월 7일 출생)는 1970년부터 인터넷을 개척하는 데 도움을 준 미국의 엔지니어이자 기업가이다. 그는 이더넷을 공동 발명하고 쓰리콤을 공동 설립했으며 통신 네트워크의 효과를 설명하는 메칼프의 법칙을 공식화했다. 2011년 1월부터 그는 오스틴에 있는 텍사스 대학교에서 혁신 및 기업가 정신 교수로 재직했다. 2022년 튜링상 수상자로 선정되었다.

## 생애
그는 1946년 뉴욕 브루클린에서 태어났다. 1968년 MIT 클래스에 합류했다. 그는 마침내 1969년에 MIT Sloan School of Management 에서 전기공학과 산업 관리 분야에서 두 개의 SB 학위를 받고 MIT를 졸업했다. 그런 다음 그는 하버드 대학원에 진학하여 1970년 응용 수학 석사 학위를, 1973년 컴퓨터 과학(응용 수학) 박사 학위를 취득했다.
컴퓨터 과학 박사 학위를 취득하는 동안 메칼프는 Harvard가 학교를 새로운 ARPAnet에 연결하는 책임을 맡는 것을 거부한 후 MIT의 Project MAC에 취직했다. MAC에서 메칼프는 MIT의 미니 컴퓨터를 ARPAnet과 연결하는 일부 하드웨어 구축을 담당했다. ARPAnet은 처음에 그의 박사 학위 논문의 주제였지만 첫 번째 버전은 채택되지 않았다. 새로운 논문에 대한 그의 영감은 Xerox PARC 에서 근무하는 동안 하와이 대학에서 ALOHA 네트워크에 대한 논문을 읽었을 때 나왔다. 그는 AlohaNet 모델의 일부 버그를 식별하고 수정했으며 수정된 논문의 일부로 분석을 수행하여 마침내 1973년에 하버드 박사 학위를 받았다
1979년에 메칼프는 PARC를 떠나 자신의 아파트에서 컴퓨터 네트워킹 장비 제조업체인 쓰리콤을 공동 설립했다.